# Walshoutem
Walshoutem (Frans: Houtain-l'Évêque) is een dorp in de Belgische provincie Vlaams-Brabant en een deelgemeente van Landen. Walshoutem was een zelfstandige gemeente tot aan de gemeentelijke herindeling van 1977.

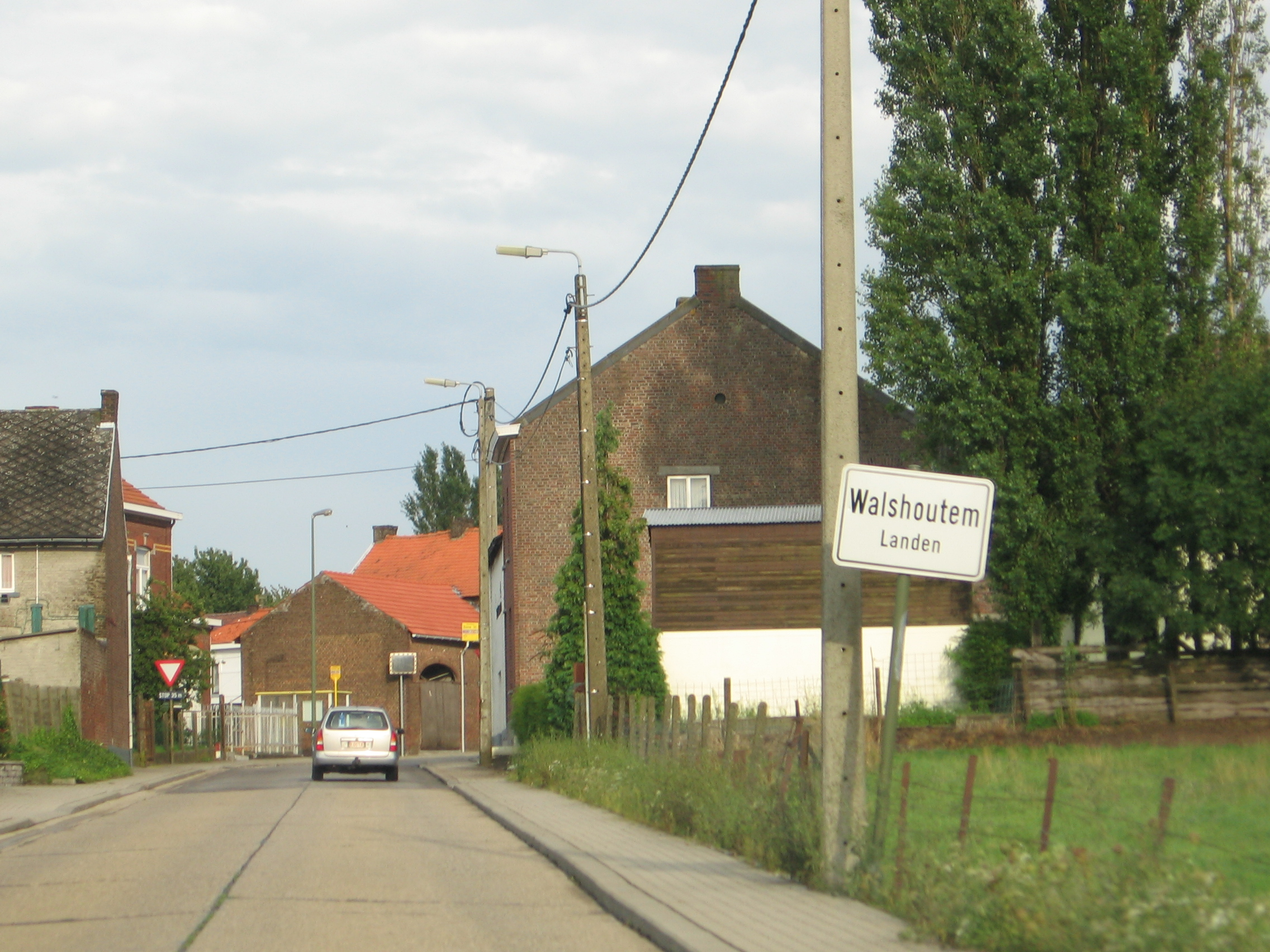
Zicht op Walshoutem

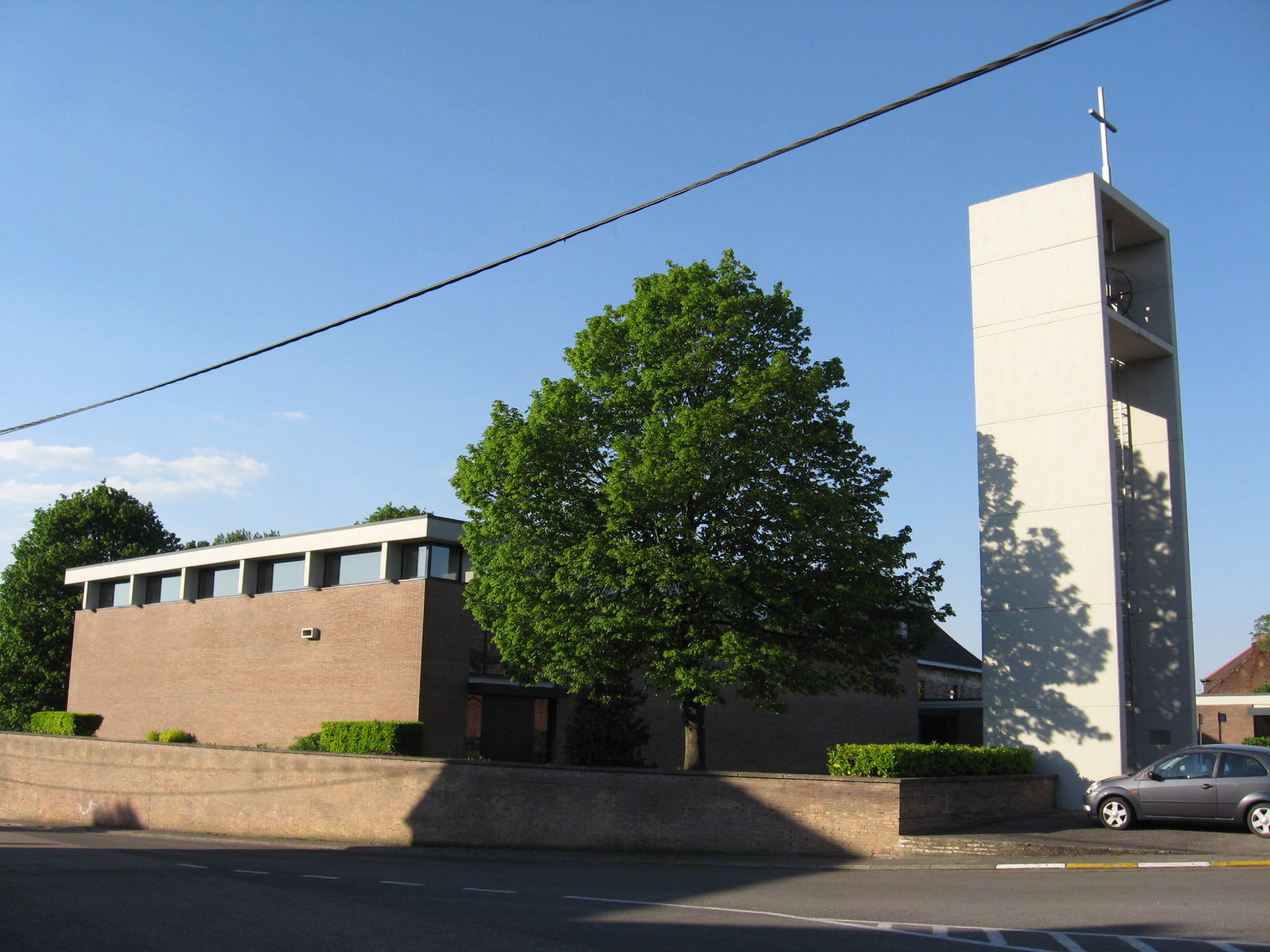
Sint-Lambertuskerk

## Etymologie en geschiedenis
De oudste vermeldingen van de plaats maken gewag van Holtheim (1118) en Houthem (1262). In 1548 is er voor het eerst sprake van Wals-Houtem.
De naam komt etymologisch uit de Germaanse samenstelling van hulta ("hoogstammig bos") en haima ("woning"). De naam is vergelijkbaar met talrijke andere Houtems, zoals Sint-Margriete-Houtem bij Tienen. Houtem bij Landen werd uitgebreid met Wals.
Het dorp was in de 16e eeuw wellicht overwegend Franstalig, vandaar de toevoeging 'Wals' (Waals). Omstreeks 1650 werd Nederlands weer de voertaal. 
Het dorp werd in 1036 geschonken aan de bisschop van Luik. Vandaar de Franse naam Houtain-l'Evêque ("Bisschopshoutem"), met als oude vormen: Houthem episcopi Leodiensis (1269), Houtaing le Vesque (1349) en Bisschops houthem (1731).
Op 1 januari 1965 werden de omliggende gemeenten Waasmont, Walsbets en Wezeren gefuseerd met Walshoutem. Deze vier deelgemeenten werden als gemeente Walshoutem op 1 januari 1977 gefuseerd met Landen waarbij elk van de vier kernen de status van deelgemeente kreeg.

## Bezienswaardigheden
- Het Kasteel Pierco
- De Tumulus van Betz
- De Sint-Lambertuskerk

## Natuur en landschap
Walshoutem ligt in Droog-Haspengouw op een hoogte van 70-135 meter. In het oosten vindt men de Zevenbronnenbeek die uitmondt in de Dormaalbeek.

## Demografische ontwikkeling
- Bronnen:NIS, Opm:1831 tot en met 1970=volkstellingen; 1976 = inwoneraantal op 31 december
- 1970: Aanhechting van Walsbets, Walsmont en Wezeren

## Nabijgelegen kernen
Wezeren, Walsbets, Waasmont, Avernas-le-Bauduin, Bertrée, Cras-Avernas
Deelgemeenten: Attenhoven · Eliksem · Ezemaal · Laar · Landen · Neerlanden · Neerwinden · Overwinden · Rumsdorp · Waasmont · Walsbets · Walshoutem · Wange · Wezeren

Belgische gemeenten · Arrondissement Leuven · Vlaams-Brabant · Vlaanderen